# Мамалаевка
Мамалаевка — село в Переволоцком районе Оренбургской области. Административный центр Мамалаевского сельсовета.
Основано в 1832 г. переселенцами из Пензенской губернии.

## География
Расположено на левом берегу Самары в 10 км к северо-западу от посёлка Переволоцкий и в 73 км от Оренбурга.
У южной окраины села проходят ж.-д. линия Самара — Оренбург (ост. п. 1432 км) и автодорога М5 Самара — Оренбург. На север по мосту через Самару отходит тупиковая автодорога к Капитоновке.

## Население
| 2010 |
| ---- |
| 671  |